# 安全地帯ベスト2 〜ひとりぼっちのエール〜
『安全地帯ベスト2 〜ひとりぼっちのエール〜』（あんぜんちたいベストツー ひとりぼっちのエール）は、日本のロックバンドである安全地帯の2作目のベスト・アルバム。
1993年8月25日にキティレコードからリリースされた。ベスト・アルバムとしては『I Love Youからはじめよう -安全地帯BEST-』（1988年）以来およそ4年8か月振り、その他のアルバムを含めると8枚目のアルバム『安全地帯VIII〜太陽』（1991年）以来およそ1年8か月振りにリリースされた作品である。
キティレコードからソニー・ミュージックレコーズへ移籍したタイミングでリリースされた作品であり、1982年から1993年までにリリースされたシングル曲を中心に、一部アルバム収録曲を含めた15曲が選曲された。本作はオリコンアルバムチャートにおいて最高位第10位となった。
本作リリースと前後して安全地帯は活動休止となったため、新作のリリースはシングル「出逢い」（2002年）までおよそ10年間途絶えることとなった。

## 構成
前作となるベスト・アルバム『I Love Youからはじめよう -安全地帯BEST-』（1988年）には未収録となったシングルが一部収録されているが、2枚目のシングル「オン・マイ・ウェイ」（1982年）、3枚目のシングル「ラスベガス・タイフーン」（1983年）の2曲は収録されていない。また、デビュー・シングル「萠黄色のスナップ」（1982年）および22枚目のシングル「あの頃へ」（1992年）、23枚目のシングル「ひとりぼっちのエール」（1993年）は本作にてアルバム初収録となった。その他に17枚目のシングル「月に濡れたふたり」（1988年）は、6t枚目のアルバム『安全地帯VI〜月に濡れたふたり』（1988年）に収録されたアルバム・バージョンとして収録されている。

## リリース、批評、チャート成績
1993年8月25日にキティレコードからCD、CTの2形態でリリースされた。ディスクジャケットにはメンバーの写真が使用されておらず、折鶴のイラストが使用されている。音楽情報サイト『CDジャーナル』では、玉置のボーカルについて「包み込むようなヴォーカル」と例え、バック演奏については「（玉置のボーカルを）助長するソフトでアーバンなサウンド感」と指摘した上で、「夜が深くなるこれからの季節に合うんじゃないでしょうか」と肯定的に評価した。本作はオリコンアルバムチャートにおいて最高位第10位の登場週数8回で、売り上げ枚数は9.8万枚となった。本作の売り上げ枚数は1988年以降の安全地帯のアルバム売上ランキングにおいて第5位となった。

## 収録曲
| #         | タイトル             | 作詞               | 作曲      | 時間  |
| --------- | -------------------- | ------------------ | --------- | ----- |
| 1.        | 「萠黄色のスナップ」 | 安全地帯、崎南海子 | 玉置浩二  | 5:17  |
| 2.        | 「真夜中すぎの恋」   | 井上陽水           | 玉置浩二  | 3:56  |
| 3.        | 「あなたに」         | 松井五郎           | 玉置浩二  | 3:51  |
| 4.        | 「マスカレード」     | 松井五郎           | 玉置浩二  | 4:07  |
| 5.        | 「悲しみにさよなら」 | 松井五郎           | 玉置浩二  | 4:32  |
| 6.        | 「銀色のピストル」   | 松井五郎           | 玉置浩二  | 3:44  |
| 7.        | 「Juliet」           | 松井五郎           | 玉置浩二  | 3:56  |
| 8.        | 「月に濡れたふたり」 | 松井五郎           | 玉置浩二  | 4:43  |
| 合計時間: | 合計時間:            | 合計時間:          | 合計時間: | 34:06 |

| #         | タイトル                 | 作詞      | 作曲      | 時間  |
| --------- | ------------------------ | --------- | --------- | ----- |
| 9.        | 「Too Late Too Late」    | 松井五郎  | 玉置浩二  | 4:06  |
| 10.       | 「あの夏を追いかけて」   | 松井五郎  | 玉置浩二  | 3:47  |
| 11.       | 「情熱」                 | 松井五郎  | 玉置浩二  | 3:34  |
| 12.       | 「いつも君のそばに」     | 松井五郎  | 玉置浩二  | 5:30  |
| 13.       | 「朝の陽ざしに君がいて」 | 松井五郎  | 玉置浩二  | 4:22  |
| 14.       | 「あの頃へ」             | 松井五郎  | 玉置浩二  | 4:57  |
| 15.       | 「ひとりぼっちのエール」 | 須藤晃    | 玉置浩二  | 6:42  |
| 合計時間: | 合計時間:                | 合計時間: | 合計時間: | 32:58 |

## スタッフ・クレジット
- 河原勝 – アート・ディレクション、デザイン

## チャート
| チャート         | 最高順位 | 登場週数 | 売上数  | 出典        |
| ---------------- | -------- | -------- | ------- | ----------- |
| 日本（オリコン） | 10位     | 8回      | 9.8万枚 | [ 2 ] [ 3 ] |

## リリース日一覧
| No. | リリース日    | レーベル                 | 規格         | カタログ番号 | 備考                   | 出典        |
| --- | ------------- | ------------------------ | ------------ | ------------ | ---------------------- | ----------- |
| 1   | 1993年8月25日 | キティレコード           | CD           | KTCR-1250    |                        | [ 4 ] [ 7 ] |
| 2   | 1993年8月25日 | キティレコード           | CT           | KTTR-1250    |                        | [ 2 ]       |
| 3   | 2013年3月1日  | ユニバーサルミュージック | AAC-LC       | -            | デジタル・ダウンロード | [ 8 ]       |
| 4   | 2013年3月1日  | ユニバーサルミュージック | ロスレスFLAC | -            | デジタル・ダウンロード | [ 9 ]       |